# 库尔特·斯文松
库尔特·斯文松（瑞典語：Kurt Svensson，1927年4月15日—2016年7月11日），瑞典男子足球运动员，场上位置是前锋。他曾代表瑞典国家队参加1950年国际足联世界杯，结果队伍获得季军。